# Longraye
Longraye är en kommun i departementet Calvados i regionen Normandie i norra Frankrike. Kommunen ligger i kantonen Caumont-l'Éventé som ligger i arrondissementet Bayeux. År 2018 hade Longraye 233 invånare.

## Befolkningsutveckling
Antalet invånare i kommunen Longraye
Referens: INSEE